# Sheng Zetian
Sheng Zetian (en xinès: 盛 澤田) (República Popular de la Xina 1972) és un lluitador xinès, ja retirat, guanyador de tres medalles olímpiques.

## Biografia
Va néixer el 6 de novembre de 1972 en una població desconeguda de la República Popular de la Xina.

## Carrera esportiva
Va participar, als 19 anys, en els Jocs Olímpics d'Estiu de 1992 celebrats a Barcelona (Catalunya), on va aconseguir guanyar la medalla de bronze en la prova de pes gall en la modalitat de lluita grecoromana. Aconseguí revalidar aquest metall en els següents Jocs, els Jocs Olímpics d'Estiu de 1996 realitzats a Atlanta (Estats Units) i els Jocs Olímpics d'Estiu de 2000 realitzats a Sydney (Austràlia).
Al llarg de la seva carrera aconseguí guanyar una medalla al Campionat del Món de lluita, quatre medalles al Campionat d'Àsia i dues medalles als Jocs Asiàtics.